# Hemipyxis lineata
Hemipyxis lineata is een keversoort uit de familie bladkevers (Chrysomelidae). De wetenschappelijke naam van de soort werd in 1978 gepubliceerd door Kimoto.